# هاتیس
هاتیس (به ارمنی: Հատիս) یک روستا در ارمنستان است که در استان کوتایک واقع شده‌است. هاتیس در ۵۳ کیلومتری جنوب هرازدان، مرکز استان کوتایک واقع شده‌است.

## خصوصیات
هاتیس ۴۵۰ نفر جمعیت دارد و در ارتفاع ۲۰۲۵ متر بالاتر از سطح دریا قرار گرفته‌است.
| سال   | ۱۸۷۳ | ۱۸۹۷ | ۱۹۲۶ | ۱۹۳۹ | ۱۹۵۹ | ۱۹۷۰ | ۱۹۷۹ | ۲۰۰۱ | ۲۰۰۴ |
| جمعیت | ۵۴۸  | ۷۴۰  | ۵۹۷  | ۱۰۷۷ | ۵۰۶  | ۳۶۹  | ۳۷۲  | ۴۵۰  | ۵۲۸  |